# ISO 3166-2:RW
ISO 3166-2:RW – kody ISO 3166-2 dla podjednostek administracyjnych Rwandy.
Kody ISO 3166-2 to część standardu ISO 3166 publikowanego przez Międzynarodową Organizację Normalizacyjną. Kody te są przypisywane głównym jednostkom podziału administracyjnego, takim jak np. województwa czy stany, każdego kraju posiadającego kod w standardzie ISO 3166-1. 
Aktualnie (2020) dla Rwandy zdefiniowano kody dla terytorium stołecznego i 4 prowincji. 
Pierwsza część oznaczenia to kod Rwandy zgodnie z ISO 3166-1, natomiast druga część oznaczenia znajdująca się po myślniku to dwucyfrowy kod jednostki administracyjnej. 

## Kody ISO
| Kod ISO | Nazwa jednostki administracyjnej | Nazwa jednostki administracyjnej w języku angielskim | Nazwa jednostki administracyjnej w języku francuskim | Nazwa jednostki administracyjnej w języku rwanda | Rodzaj jednostki administracyjnej |
| ------- | -------------------------------- | ---------------------------------------------------- | ---------------------------------------------------- | ------------------------------------------------ | --------------------------------- |
| RW-01   | Kigali                           | City of Kigali                                       | Ville de Kigali                                      | Umujyi wa Kigali                                 | miasto                            |
| RW-02   | Wschodnia                        | Eastern                                              | Est                                                  | Iburasirazuba                                    | prowincja                         |
| RW-03   | Północna                         | Northern                                             | Nord                                                 | Amajyaruguru                                     | prowincja                         |
| RW-04   | Zachodnia                        | Western                                              | Ouest                                                | Iburengerazuba                                   | prowincja                         |
| RW-05   | Południowa                       | Southern                                             | Sud                                                  | Amajyepfo                                        | prowincja                         |